# Рогожарски
Рогожарски, Первый сербский авиазавод Живойина Рогожарского (серб. Прва српска фабрика аероплана Живојин Рогожарски А. Д.) — авиационный завод Королевства Югославии, учреждённый 21 апреля 1924 года в Белграде. его основателем был Живойин Рогожарски.

## История
В 1923 году правительство Королевства Югославии объявило тендер на выбор отечественных предприятий, которым при адекватной технической, финансовой и организационной поддержке можно было выдать заказ на строительство самолётов. В открытом конкурсе участвовало необычно большое число государственных и частных компаний. В ожесточённой борьбе договора отдали двум небольшим частным компаниям: Икарус из Нови-Сада и Рогожарски из Белграда. Компания Рогожарски была изначально столярной мастерской в Белграде, но давала надежду на возможность организации производство самолётов, поскольку её владелец Живожин Рогожарски во время Первой мировой войны работал в Будапеште мастером на производстве самолётов. 21 апреля 1924 года была основана как завод по производству самолётов под названием Прва српска фабрика аероплана Рогожарски.
С целью проверки нового завода, управление ВВС выдало Рогожарски заказ на производство 27 комплекта крыльев для самолётов Малый Бранденбург ШБ-1 — переработанной копией немецкого самолёта Hansa Brandenburg B1, с двигателем Mercedes мощностью 100 л. с. Поставки готовых крыльев начались в 1924 году и после успешного выполнения контракта, с компанией Рогожарски был заключён контракт на изготовление полностью 10 самолётов ШБ-1. Первый полёт самолёта ШБ-1, созданного на Заводе Рогожарски, состоялся 10 мая 1925 года в Баньици. До конца 1926 года на заводе Рогожарски было построено 22 самолёта Малый Бранденбург ШБ-1, а также 24 самолёта Средний Бранденбург СБ-1 — копий немецких самолётов с двигателями Austro-Daimler мощностью 160 и 185 л. с. Первые успехи ободрили компанию и она начала переговоры по заключению новых контрактов.
В конце 1927 года авиационное командование заказало компании 12 самолётов Физир-Ф1В с двигателем Майбах мощностью 260 л. с. За исключением данной серии завод строил с 1928 по 1931 годы прототипы машин, созданных по той же конструкции, но с другими моторами. Это были двигатели Лоррен, мощностью 450 л. с. (1928 год), Испано, мощностью 450 л. с. (1928 год), Райт, мощностью 220 л. с. (1930 год), Кастор, 220 л. с. (1930 год) и Титан, 230 л. с. (1930 год). Создание такого большого количества опытных образцов было вызвано с проблемами поставок авиационных двигателей, поскольку единственными источниками их поступлений были импорт, репарации или трофей, добытые в ходе минувшей войны. Производства собственных двигателей в Югославии на тот момент не было. в серийное производство пошёл лишь самолёт Физир-Рајт. Серийным производством самолётов, сконструированных инженером Рудольфом Физиром, занималась Белградская компания Змай.
Осознавая важность дальнейшего развития в области авиастроении, Рогожарски нанял инженера Вильяма Шустера, сформировал конструкторское бюро и принял решение в дополнение к лицензионному производству начать производство отечественных разработок. В 1929 году на заводе создали собственный тренировочный самолёт Рогожарски АЖР, с двигателем Walter Castor, мощностью 240 л. с. Самолёт развил в горизонтальном полёте скорость в 240 км/ч. Однако время подъёма на высоту 5000 метров за 38 минут и нарекания на управляемость от авиационного командования не позволили организовать серийное производство.

## Кризис
К наступлению Великой депрессии компания оказалась в большом кризисе. Компания в то время вложила много денег в развитие новых конструкций и производственных площадей, а отсутствие новых заказов, вызванных наступлением мирового кризиса наложило свой отпечаток. Компания не могла выплатить свои долги и обанкротилась. Основным её кредитором был Общий торговый банк, который в начале 1934 взял кризисное управление компанией на себя. в том же 1934 году компания вернулась к производственной деятельности, но уже как общество с ограниченной ответственностью под названием Прва српска фабрика аероплана Живојин Рогожарски А. Д.. Руководство компанией было поручено молодой и способной команде, в которой техническое руководство заводом было поручено авиаконструктору Сима Милутиновичу. Работа под руководством Симы Милутиновича значительно укрепило положении фирмы, о чём свидетельствует количество изготовленных прототипов в период с 1934 по 1941 годы. Первой работой, выполненной после реорганизации компании был прототип учебного истребителя Рогожарски ПВТ. В свою очередь военные помогли помогли компании выйти из кризиса, купив самолёт Рогожарски АЖР и порядка 40 самолётов Физир ФН в 1935 году.

## Золотые времена
1935 год привёл к экономической активности в Королевстве, а следовательно и авиационной индустрии. Авиазавод Рогожарски следует за всеобщей тенденцией развития. Период 1935—1941 годов был Золотом период в бизнесе для завода. Стоимость произведённой в 1935 году продукции составила 4,5 млн динаров, а к 1941 году выросла до 51 млн динаров, увеличившись за этот период более чем в 10 раз. Вслед за этим последовало увеличение производственных мощностей и численности сотрудников: с 85 человек в 1935 году до 899 человек в 1939 году. Перед самой войной компания имела около 1000 человек. в течение этого периода Рогожарски выпускала как самолёты собственной конструкции, так и лицензионные модели польских самолётов компании RWD. В 1941 году компания освоила лицензионный выпуск британского истребителя Hawker Hurricane. в дополнение к серийному выпуску самолётов, компания освоила ремонт основных самолётов, который не мог быть выполнен в полевых мастерских, техническое обслуживание самолётов югославских конструкций, а также выпуск запчастей на заказ.
В апреле 1941 года, после капитуляции Королевства Югославии, немцы конфисковали на заводе Рогожарски все материалы, детали и реквизировали сам завод. Однако он продолжил работать уже на немецкие оккупационные власти под названием Werwirtschaftsstab Südost und Verbindungsstelle der C.L. — Rogozarski и осуществлял ремонт самолётов в Белграде. 16 и 17 апреля 1944 года завод был повреждён во время налетов союзной авиации на Белград.
После освобождения Белграда и Земуна Народно-освободительной армией Югославии, авиационные заводы были объединены в общих усилиях для окончательного освобождения страны. Завод Рогожарски вместе с частью завода Змай в 1946 году были присоединены в 1946 году к земунскому заводу Икарус как полностью национализированный Государственный авиационный завод (Државна Фабрика Авиона). С этих пор завод потерял свою самостоятельность. За 22 года существования на нём было произведено 305 машин. Разработана и построены 15 прототипов воздушных судов отечественной разработки и 5 типов самолётов на основе купленных лицензий. Позже, в 1948 году, на основе завода Рогожарски и соседних предприятий был образован завод Индустрија Котрљајућих Лежаја — ИКЛ Београд.

## Технология производства самолётов на авиационном заводе
За время работы авиазавода Рогожарски его основным конструкционным материалом для самолётов была древесина. Дерево в качестве строительного материала для создания хорошего самолёта имеет следующие особенности: низкий удельный вес, лёгкую и недорогую обработку, высокую усталостную прочностью, недорогой и лёгкий ремонт самолётов из древесины, низкая цена дерева по сравнению с другими строительными материалами и устойчивость к ржавчине. Добавок к тому факту, что в то время в Югославии не было хорошо развитого производства других конструкционных материалов, таких как высоколегированных стали, алюминиевых сплавов или других видов дюралевых сплавов на основе магния, то было естественно ожидать, что производство самолётов в ней было в основном из дерева в качестве основного строительного материала. Авиазавод Рогожарски считался лучшим авиазаводом деревянных конструкций в бывшей Югославии. Он создавался в качестве столярной мастерской сразу же после Первой мировой войны и превратился в авиазавод мирового класса. В то время как другие авиазаводы, как Икарус, Змай и авиационный завод в Кралево, в связи с лицензионным производством, переключились на производство металлоконструкций или композитных самолётов, Рогожарски оставались традиционна к производству самолётов деревянных конструкций до начала Второй мировой войны.

## Производимые самолёты Югославских конструкций
- Физир-Мајбах — учебный (32 экз., 1927—1929 годы)
- Физир Лорен — учебный (1 экз. переделан — прототип, 1928 год)
- Физир Хиспано — учебный / разведчик (1 экз. переделан — прототип, 1928 год)
- Физир-Рајт — учебный (1 экз. — прототип, 1930 год)
- Физир Ф1Г-Кастор — учебный (1 экз. — прототип, 1931 год)
- Физир Ф1Г-Титан — учебный (1 экз. — прототип, 1931 год)
- СИМ-VIII — спортивно-туристический самолёт (3 экз., 1931 год)
- Рогожарски АЖР — промежуточный учебный (1 экз. — прототип, 1934 год)
- Рогожарски ПВТ — (сокр. от Прелазни Ваздухопловно Технички) — учебный истребитель (61 экз., 1935 − 1941 годы)
- Физир ФН — учебный (40 экз., 1935 год)
- Рогожарски СИМ-VI — спортивно-туристический (2 экз. — прототипы, 1936 и 1937 годы)
- Рогожарски ПВТ-Х — переходной учебный гидросамолёт (1 экз. переделан из ПВТ + 3 экз, 1937 год)
- Рогожарски СИМ-Х — одноместный тренировочный самолёт для первоначального обучения и пилотажа (21 экз., 1937 год)
- Рогожарски СИ-ЏИП — модификация СИМ-Х с мотором Gipsy Major (1 экз. переделан из СИМ-Х, 1940 год)
- Рогожарски СИ-ЏИП — модификация СИМ-Х учебно-тренировочный самолёт для ночных полётов (1 экз. переделан из СИМ-Х, 1941 год)
- Рогожарски ИК-3 — одноместный истребитель (1 экз. — прототип, 1937 год)
- Рогожарски ИК-3 — одноместный истребитель (12 экз. — серийное производство, 1940 год)
- Рогожарски Р-100 — одномоторный одноместный самолёт, обучения высшему пилотажу (26 экз., 1938 и 1939 годы)
- Рогожарски СИМ-XI — пилотажный одноместный самолёт, для подготовки и тренировки лётчиков-истребителей (1 экз. — прототип, 1938 год)
- Рогожарски СИМ-XII-Х — учебный гидросамолёт (1 прототип + 4 экз. в 1938 году + 4 экз. в 1940 году)
- Рогожарски СИМ-XIV-Х — прибрежный самолёт (1 прототип, 1938 год + 6 экз., 1939 год)
- Рогожарски СИМ-XIVБ-Х — бомбардировщик-летающая лодка (12 экз., 1940 год)
- Рогожарски Бруцош (НМС) — учебно-тренировочный самолёт (1 прототип, 1940 год)
- Рогожарски Р-313 (первоначальное название СИМ-XV) — многоцелевой тяжёлый истребитель (1 экз. — прототип, 1940 год)

## Производимые лицензионные самолёты
- Мали Бранденбург — (учебный двухместный 22 экз., 1925—1928 годы)
- Средњи Бранденбург — (учебный двухместный 24 экз., 1926—1928 годы)
- RWD-8 — спортивно-туристический самолёт по польской лицензии (3 экз., 1935 год)
- RWD-13 — трехместный спортивно-туристический самолёт по польской лицензии (4 экз., 1939 год)
- RWD-13C — санитарный самолёт по польской лицензии (2 экз., 1939 год)
- Hawker Hurricane Mk.I — истребитель по английской лицензии (18 экз., 1941 год)